# Örkeneds församling
Örkeneds församling är en församling i Göinge kontrakt i Lunds stift. Församlingen ligger i Osby kommun i Skåne län och utgör ett eget pastorat.

## Administrativ historik
Församlingen bildades tidigt genom en utbrytning ur Glimåkra församling.
Församlingen var till 1868 annexförsamling i pastoratet Glimåkra och Örkened för att därefter utgöra ett eget pastorat.

## Kyrkor
- Örkeneds kyrka